# Mroczne koronki
Mroczne koronki (ang. Midnight Lace) – amerykański film z 1960 roku w reżyserii Davida Millera.

## Obsada
- Richard Ney – Daniel Graham
- John Williams – inspektor Byrnes
- Hermione Baddeley – Dora Hammer
- Natasha Parry – Peggy Thompson
- Herbert Marshall – Charles Manning
- Roddy McDowall – Malcolm
- John Gavin – Brian Younger
- Rex Harrison – Anthony 'Tony' Preston

## Nagrody i nominacje
| Nazwa nagrody | Wygrane            | Nominacje                                            |
| Oscar         | 1961 bez rezultatu | 1961 Najlepsze kostiumy – filmy kolorowe Irene Lentz |
| Złoty Glob    | 1961 bez rezultatu | 1961 Najlepsza aktorka w dramacie Doris Day          |